# Horní Lhota (Zlín)
Horní Lhota é uma comuna checa localizada na região de Zlín, distrito de Zlín.